# Hiempsal I
Hiempsal I, död 117 f.Kr., var en kung av Numidien, son till Micipsa och sonson till Masinissa.
Hiempsal blev, tillsammans med sin kusin Jugurtha och sin bror Adherbal, regent av Numidien vid fadern Micipsas död 118 f.Kr. Han dödades dock av Jugurtha redan året därpå.